# Andrònic III Paleòleg
Andrònic III Paleòleg (en grec: Ἀνδρονίκος Παλαιόλογος, en llatí: Andronicus III Paleologus) (1296-1341) fou emperador romà d'Orient del 1328 al 1341. Conegut també com a Andrònic el Jove, per distingir-lo del seu avi amb qui va acordar una diarquia entre el 1325 i el 1328. Ja emperador, va tenir diverses guerres: amb els otomans va patir una seriosa derrota en la batalla de Pelecà, que amb el cos dels geníssers havien decidit assolar Tràcia fins al riu Hemos; també fou derrotat repetidament pels catalans del Ducat d'Atenes. Amb els búlgars, els tàtars de Kiptxak i els serbis va tenir més fortuna.

## La guerra civil i la diarquia
Andrònic II Paleòleg el Vell va associar al govern imperial al seu fill Miquel el 1295 (Miquel IX Paleòleg). El príncep tenia dos fills, Andrònic i Manuel, que, sense saber-ho, estimaven la mateixa dona, i per un desgraciat error Andrònic va matar Manuel. Miquel IX va morir de pena (1320) i l'emperador Andrònic II va mostrar signes de voler desheretar el seu net i Andrònic el Jove, es va revoltar. El 1321 es va iniciar una guerra civil entre els partidaris d'un i l'altre.
Andrònic el Jove, el qual, seguint la tradició, el seu pare havia associat al govern, va usar aquest poder per guanyar-se el suport de l'aristocràcia terratinent suprimint l'impost a les ciutats de Tràcia. Els seus aliats més propers eren: Joan Cantacuzè, Sirgianes Paleòleg i Teodor Sinadè. El primer era un noble i amic d'infantesa que, igual com Teodor Sinadè, era militar i terratinent. A aquests tres homes se'ls va unir Aleix Apocauc, d'origen humil però que s'havia distingit per la seva erudició. Cantacuzè i Sirgianes van aprofitar el malcontentament de la població per aixecar tropes a Tràcia, que van comandar contra l'emperador. Les justificacions per aquesta revolta eren dues: d'una part enderrocar un emperador impopular (els carregava d'impostos, no aconseguia mantenir les fronteres estables i havia introduït uns mercenaris catalans que saquejaven la població) i d'altra part restablir a Andrònic el Jove els seus drets legítims. L'emperador va aconseguir capturar el seu net però el 1321, va poder fugir i es va unir als seus partidaris a Adrianòpolis. Les seves tropes el van proclamar emperador i van anar en actitud d'amenaça cap a Constantinoble, on l'emperador va acceptar el 6 de juny formar un repartiment del territori, segons el qual dividien el govern de l'imperi en dues parts. Cadascun dels emperadors tindria igualtat de drets.
Tanmateix, Syrgiannes Paleòleg va decidir unir-se a l'emperador vell perquè se sentia menystingut per Andrònic el Jove, que mostrava preferència per Joan Cantacuzè. Això va permetre a Andrònic II reprendre la lluita contra el seu net el desembre del 1321. Aquesta lluita armada va esgotar els recursos d'Andrònic el Jove, que va haver de dependre dels diners de Joan Cantacuzè; d'altra banda, la seva popularitat anava en augment i mostra d'això són els molts voluntaris que se li van unir procedents de Lesbos i Tessalònica. El juliol del 1322 signà amb el seu avi un nou acord, en lloc de l'anterior repartiment, formant una diarquia amb igualtat de poders i de rang en tot el territori imperial.
A la pràctica, però, el govern efectiu el tenia Andrònic el Vell, mentre que el net s'havia establert a Demòtica i dirigia els seus esforços a la lluita contra els invasors búlgars. Aquests darrers amenaçaven Adrianòpolis després d'haver pres Filipòpolis. Aprofitant un descans dels búlgars, Andrònic el Jove va penetrar a Bulgària mentre un dels seus generals alliberava Filipòpolis. Poc després, va rebre del seu avi la confirmació que seria el seu successor i el 1325 fou coronat emperador. Malgrat aquesta aparent bona entesa tots dos malfiaven l'un de l'altre.

## Invasions i fi de la diarquia
La guerra civil dels romans d'Orient va ser aprofitada pels pobles invasors: els otomans havien construït una flota i ara la seva amenaça no es limitava a l'Àsia Menor sinó també a la mar Egea. En el front europeu, els romans d'Orient van aconseguir fer la pau amb els búlgars a través d'un matrimoni entre el tsar Miquel Xixman i Teodora, germana d'Andrònic el Jove (1324).
El 1326, la ciutat de Bursa va caure en mans dels otomans. La inestabilitat política va afavorir que Joan Paleòleg, cosí d'Andrònic el Jove i governador de Tessalònica, es revoltés amb el suport dels serbis, però va morir poc després. Aquest interès intervencionista del Regne de Sèrbia es va veure confirmat en altres atacs durant la tardor del 1327. Semblava que la guerra civil estava a punt de tornar-se a reprendre i Andrònic el Jove va demanar ajut al seu cunyat, Miquel Xixman, per lluitar contra els serbis, en cas que aquests volguessin donar suport al seu avi en la guerra civil pel tractat de Txernomen. En resposta, Andrònic II va arribar a una aliança entre l'Imperi Romà d'Orient i Sèrbia gràcies a un matrimoni entre Stefan Milutin i Simona, filla d'Andrònic el Vell.
Durant la tardor del 1327 avi i net van tenir una correspondència fent-se retrets, cada cop emprant un to més hostil. Finalment el 23 de maig 1328 Andrònic el Jove va entrar a Constantinoble envoltat de soldats i es va presentar al palau per demanar l'abdicació al seu avi. No hi va haver ús de violència, Andrònic II va acceptar i es va retirar a un monestir. Des de llavors el Jove va governar en solitari amb el nom d'Andrònic III Paleòleg. Malgrat la seva promesa els serbis es van mantenir al marge però al juny els búlgars van enviar un exèrcit i Andrònic III va aconseguir convèncer-los de tornar al seu país.

## Política interior
El 1329, Andrònic III va continuar la reforma judicial iniciada pel seu avi. Es va proposar renovar la jerarquia judicial nomenant quatre jutges suprems, dos de laics i dos de religiosos, als quals va donar el títol de jutges universals dels romans als quals va concedir amplis poders, en particular, per vigilar el compliment de les lleis dins l'administració i eliminar els funcionaris corruptes. Per desgràcia i sense saber-ho, els quatre jutges que va escollir estaven implicats en afers de corrupció: tres d'ells van ser descoberts el 1337 i castigats amb l'exili. Altres jutges van ser nomenats per fer arribar la justícia a totes les províncies de l'imperi. Aquesta institució va durar fins a la fi de l'Imperi Romà d'Orient el 1453.
En l'àmbit religiós, Andrònic III es va mostrar partidari d'una política a favor de la unió dins l'Església Ortodoxa i, per solucionar el brot cismàtic que va sorgir de l'hesicasme entre els anys 1333 i 1339, va convocar a Constantinoble un concili el 10 de juny del 1341, del qual els hesicastes en van sortir vencedors.

## Política exterior

### La reconquesta dels territoris europeus
El creixent poder del Regne de Sèrbia des de finals del segle xiii va preocupar Bulgària i l'Imperi Romà d'Orient, que es van aliar contra Sèrbia el 1327. El 1330 Esteve Uroš III de Dečani derrotà els búlgars en la batalla de Velbajd, en la qual l'emperador búlgar va morir, i els búlgars van ser incapaços d'aturar l'avanç serbi cap a la Macedònia romana d'Orient. Un cop d'estat va deposar Ivan Esteve el 1331 i els conspiradors van col·locar Ivan Alexandre del despotat de Lòvetx al tron i Andrònic va abandonar la guerra amb Sèrbia aprofitant la debilitat búlgara, però el 1332 els búlgars van derrotar els romans en la batalla de Russokastro i van recuperar molts territoris a Tràcia i Macedònia.
El 1329, va esclatar a Quios una revolta contra l'estranger Martí Zacaries, encapçalada per Lleó Kalotetos i Andrònic li va enviar una flota de suport. Zacaries for arrestat i enviat a la presó de Constantinoble, mentre que a Lleó se li va confiar el govern de l'illa, la qual va tornar a ser territori imperial.
Entre els anys 1332-1333, Andrònic III va recuperar el control de Tessàlia, amb la mort d'Esteve Gabrielopul, que se n'havia apoderat aprofitant la mort del darrer dèspota, Joan II Àngel-Comnè.
El 1333, el seu antic company, Sirgiannes, governador de Tessalònica, es va aliar amb Esteve Dušan, rei de Sèrbia, contra Andrònic III. Van envair la regió de Macedònia. Un oficial fidel a Andrònic va assassinar Syrgiannes. Això va permetre la signatura d'un tractat de pau l'agost del 1334, amb el qual l'Imperi Romà d'Orient reconeixia els territoris guanyats pels serbis però recuperava Kastorià.
Entre el 1337-1338, va annexar el Despotat de l'Epir que en aquell moment estava sota regència de la seva parent Anna Paleòloga. L'emperador en va exigir la rendició condicional i va enviar Anna i els seus fills a Tesssalònica. El jove Nicèfor Orsini, fill d'Anna i hereu del tron, va anar a Tàrent (Sicília), per demanar empar a Caterina de Valois-Courtenay, que retenia els drets sobre el derrocat Imperi Llatí, la qual era vídua de Felip I de Tàrent. El 1339, Nicèfor va desembarcar a la rodalia de Parga (a l'Epir), on va provar de sublevar la població contra l'emperador. L'any següent Andrònic III i Nicèfor van signar un acord amb el qual Nicèfor adquiria el títol de panhipersebast i el compromís de matrimoni amb Maria, la filla de Joan Cantacuzè.

### La lliga antiotomana
La seva política de recuperació de l'antic territori romà d'Orient es va trobar amb l'oposició dels cavallers de Rodes (que governaven Xipre), els venecians, els genovesos i els catalans instal·lats al Ducat d'Atenes.
El 1327, els venecians van promoure la creació d'una lliga d'estats cristians, incloent-hi l'Imperi Romà d'Orient, per fer front a l'avanç dels otomans. L'organització començà el 1334 a Avinyó i el papa Joan XXII va decretar que si els romans d'Orient hi participaven, per ser ortodoxos estarien sota les ordres dels altres caps de la lliga, els catòlics; Andrònic no ho va acceptar.
El 1333, Domenico Cattaneo, senyor genovès de Focea, va atacar Lesbos. En represàlia, Andronic III va muntar una expedició amb l'ajut dels emirs Saruhan i Umar que li va permetre recuperar Lesbos el 1336 i més endavant Focea el 1340.
La manca d'unió entre els romans d'Orient i els altres països cristians van fer de la lliga una eina ineficaç, cosa que va permetre que els otomans reprenguessin les seves activitats de pirateria.

### La pèrdua dels territoris asiàtics
Durant el regnat d'Andrònic III, els otomans van conquerir Prussa i en van fer la seva capital (1326). Uns anys més tard, el 1329, el soldà Orkhan va mobilitzar un exèrcit de 8.000 guerrers al llarg del Bòsfor. Andronic III i Joan Cantacuzè van reclutar 2.000 mercenaris per contraatacar, però foren derrotats l'11 de juny en la batalla de Pelecà. Andrònic va signar un tractat de pau el 1333, segons el qual hauria de lliurar un tribut anual de 12.000 perpres a canvi de poder conservar els darrers territoris romans d'Orient a Bitínia.

## Matrimonis i descendència
Es va casar dues vegades, la primera el març del 1318 amb Agnès o Irene, filla d'Enric, duc de Brunswick, i van tenir un fill que va morir nen.
Després que aquesta morís, es va casar amb Anna, comtessa de Savoia, amb qui va tenir els següents fills:
- Maria Irene, nascuda el 1327, que es va casar amb Miquel I Assèn, tsar de Bulgària;
- Joan, nascut el 1332;
- Miquel, nascut el 1337;
- Teodora;
- Irene, casada el 1355 amb Francesc I Gattiluso, arcont de Lesbos.

Segons l'historiador Nicèfor Gregoràs, Andrònic va tenir una filla il·legítima:
- Irene, que es va casar amb l'emperador de Trebisonda, Basili I Comnè.[21]

Va tenir una altra filla il·legítima:
- Bayalun, que es va convertir a l'islam quan es va casar amb Uzbeg Khan.[22]

Va morir el 1341 i el va succeir el seu fill Joan V Paleòleg, inicialment sota regència de la seva mare Anna.